# Teucholabis (Teucholabis) noctula
Teucholabis (Teucholabis) noctula is een tweevleugelige uit de familie steltmuggen (Limoniidae). De soort komt voor in het Neotropisch gebied.